# Награда Јосип Кулунџић
Јосип Кулунџић је награда коју додељује катедра за драматургију Факултета драмских уметности из Београда, за најбољу драмски текст, то јест за изузетан остварен успех у областима позоришта филма, радија, телевизије и критика.